# パース・ヒート
パース・ヒート（英語: Perth Heat）は、オーストラリアン・ベースボールリーグに加盟している野球チーム。本拠地は、オーストラリア西オーストラリア州パース。

## 歴史
1989年創設。現在ABLに加盟する6球団の内、1989年から1999年まで存在した旧オーストラリアン・ベースボールリーグ（旧ABL）時代より国内プロリーグ参加している唯一のチームである。
パースを保護地域とし、現在はABLによって直接運営されている。

### 旧ABL時代
旧ABLが初めて開幕した1989-90シーズンにおいて、1989年10月27日に本拠地パーリー・フィールドで行われたアデレード・ジャイアンツとの開幕戦がABL最初の公式試合であり、これはチームのみならずオーストラリアにおけるプロ野球興行しても初の公式戦である。このシーズンは最終的に参加8チーム中4位の成績でリーグ戦を終えた。
1990-91シーズンにプレーオフ突破の末ダイキョー・ドルフィンズをチャンピオンシップシリーズで破り、チーム初のタイトルを獲得した。
続く1991-92シーズンにもチャンピオンシップシリーズに進出、前年と同じくドルフィンズとの対戦カードとなったが1勝3敗の結果に終わり、4試合で計41失点を喫し大爆発したドルフィンズ打線の前に敗れた。
1992-93シーズンもチャンピオンシップシリーズへと進出したが、プレーオフを勝ち上がったメルボルン・モナークスに敗れ、この年もABLチャンピオン奪還を逃した。
1993-94シーズンはプレーオフに進むも初めてセミファイナルシリーズで敗退、翌1994-95シーズンは一年ぶりにチャンピオンシップシリーズへと進んだが、ウェバリー・レッズに敗れた。
しかしこの年、シリーズでは敗れたもののリーグ戦は好調であり、スコット・メトカルフがヒートの選手として初めてリーグMVPに選出された。
1996-97シーズンのチャンピオンシップシリーズでブリスベン・バンディッツを破り、5年ぶりとなるABLチャンピオン奪還を果たした。
翌年以降成績は低迷し、1997-98シーズンのリーグ戦で5位となりプレーオフ進出を逃すと、旧ABL最終年となった翌1998-99シーズンのリーグ戦では大きく負け越し最下位に沈んだ。
旧ABLが買収により消滅し、その後継リーグとして発足したインターナショナル・ベースボール・リーグ・オブ・オーストラリア（IBLA）には参戦せず、また旧ABL以前に存在した国内アマチュアリーグクラクストン・シールドもABL/IBLAに統合する形で休止されていたため、1999年でチームとしての表立った活動は一旦途切れる事となった。
新興球団でありながら旧ABLにおいては上位常連球団であり、経営難にあったリーグにおいて成功した球団の一つであった。

### クラクストン・シールド時代
旧ABLの後を受け開幕したIBLAであったが、こちらも資金難により短期間で消滅し、豪州国内からプロリーグが無くなった。
それに伴い、2003年より州対抗アマチュアリーグクラクストン・シールドが再開される事となった。当初は不参加であったが、2007年より西オーストラリア州のチームとしてこれに加盟、以降2010年まで参加した。
参加初年度の2007年はリーグ戦全敗という結果で最下位でシーズンを終えるも、翌2008シーズン、初戦を大敗で落としたもののチームは徐々に持ち直し、最終的に接戦ながら地区リーグ、優勝決定戦を勝ち抜き、初めてクラクストン・シールドのタイトルを獲得した。
2009年も前年の勢いのままに地区リーグと優勝決定戦を制し、完全優勝を果たした。
クラクストン・シールドは現ABL発足に伴い2010年に休止される事となり、2018年現在最後の開催となった2010シーズンはリーグ戦4位に終わった。

### ABL時代
2010年に新プロリーグとして現在のオーストラリアン・ベースボールリーグ（ABL）が発足した。チームは初年度より加盟し、実に11年ぶりにプロリーグへと復帰することとなった。
現ABL初年度となった2010-11シーズンは、レギュラーシーズン2位からプレーオフを勝ち抜き、初代ABLチャンピオンとなりプロ復帰のシーズンを飾った。
続く2011-12シーズンにはリーグ戦初制覇からポストシーズン、チャンピオンシップシリーズまで勝ち抜き、旧ABL時代を含め球団初のプロリーグ連覇を成し遂げた。また、この年のリーグMVPにはティム・ケネリーが選出された。
この年をもって監督のブルック・ナイトが勇退し、ベースコーチのスティーブン・フィッシュが次期監督に昇格した。
2012-13シーズンもプレーオフからチャンピオンシップシリーズまで勝ち進んだが、キャンベラ・キャバルリーにストレート負けを喫し三連覇を逃す。
2013-14シーズン、2年ぶりにリーグ戦を制覇し、チャンピオンシップシリーズでは昨年と逆の立場で前年チャンピオンのキャバルリーを迎え、ストレート勝ちを収め雪辱を果たした。
2014-15シーズンはリーグ戦を2位で終え、プレーオフから5年連続となるチャンピオンシップシリーズに進出した。シリーズではリーグ戦王者のアデレード・バイトを敗り2度目の連覇を達成、通算4度目のABLチャンピオンに輝いた。シリーズのMVPには、アラン・デサンミゲルが選ばれた。
シーズンオフの2015年6月2日、3年間チームの指揮を執ったスティーブン・フィッシュが来季よりコーチへとまわり、ケビン・ボールズが監督を務める事が発表された。
体制を一新して迎えた2015-16シーズンはレギュラーシーズン5位に終わり、リーグ開幕以来初めてプレーオフ進出を逃す。シーズン後には監督の交代が告げられ、来季監督としてマット・ケネリーの就任が発表された。
2016-17シーズンも成績は低迷し、現ABLでは初めてリーグ戦最下位に沈んだ。シーズン後には3季連続となる監督の交代が発表され、アンドリュー・カイルが2017-18シーズンの指揮を執る事となった。
2017-18シーズンはリーグ戦を2位で終え、3年ぶりにプレーオフに進出したがセミファイナルシリーズで敗退し、チャンピオンシップシリーズ進出はならなかった。

## 選手名鑑

### 所属選手
| 投手 - 50 マッケンジー・アッカー (McKenzie Acker) - 15 トム・ベイリー (Tom Bailey) - 46 ブライアン・ベーカー (Brian Baker) - 13 リアン・バロン (Liam Baron) - 45 アレックス・バーカード (Alex Burkard) - 19 キャメロン・ラム (Cameron Lamb) - 12 ジョージ・マーバン (Jorge Marban) - 31 マイク・マッカーシー (Mike McCarthy) - 48 マイク・マクレンドン (Mike McClendon) - 38 アダム・ミルソン (Adam Milson) - 35 スコット・ミッチンソン (Scott Mitchinson) - 8 チャド・ロビンソン (Chad Robinson) - 22 ショーン・サンフォード (Shawn Sanford) - 30 ワーウィック・サーポルト (Warwick Saupold) - 26 ダニエル・シュミット (Daniel Schmidt) | 捕手 - 31 ジェイク・ボウイ (Jake Bowey) - 11 アラン・デサンミゲル (Allan de San Miguel) - 7 マット・ケネリー (Matt Kennelly) - 17 スティール・ラッセル (Steel Russell) - 6 ジェイク・ターンブル (Jake Turnbull) 内野手 - 4 マット・ディクソン (Matt Dixon) - 16 ルーク・ヒューズ (Luke Hughes) - 24 サム・ケネリー (Sam Kennelly) - 14 ジョーダン・マクドナルド (Jordan McDonald) - 43 中川大志 (Taishi Nakagawa) - 1 ジョーイ・ウォン (Joey Wong) 外野手 - 4 ジェシー・バローン (Jesse Barron) - 10 ブライアン・ポインター (Brian Pointer) - 18 ニック・ルリ (Nick Rulli) - 29 ベン・ショート (Ben Shorto) - 9 ティム・スミス (Tim Smith) - 17 レーン・トソニ (Rene Tosoni) 指名打者 - 23 ティム・ケネリー (Tim Kennelly) |
| 2015年2月19日更新 [公式サイト(英語)より：ロースター ] | |